# Amata sphenopora
Amata sphenopora är en fjärilsart som beskrevs av Turner 1898. Amata sphenopora ingår i släktet Amata och familjen björnspinnare. Inga underarter finns listade i Catalogue of Life.